# Setomima spinifera
Setomima spinifera är en tvåvingeart som beskrevs av Duckhouse 1978. Setomima spinifera ingår i släktet Setomima och familjen fjärilsmyggor. Inga underarter finns listade i Catalogue of Life.